# バンドBについて
『バンドBについて』（バンドビーについて）は、Base Ball Bearのプレメジャーデビューアルバム。

## 解説
- 「Introducing Album」(イントロデューシング・アルバム)として、5,000枚限定で販売されたアルバム。
- リリースから1ヶ月で予定枚数を売り切り完売している[1]。
- Base Ball Bearで初めてメジャー流通にてリリースされた作品。
- Base Ball Bearはライブ会場限定アルバムという形で同名のアルバムをリリースしている[2]が、今作はそのメジャーデビューバージョンのアルバムである。なお同アルバムの収録曲に新たに「ラビリンスへのタイミング」を追加している。
- CD-EXTRAには2005年11月6日にSHIBUYA-AXにて行われた「彼氏彼女の関係」のライブ映像が収録されている。

## 収録曲
- 全作詞・作曲：小出祐介、全編曲：Base Ball Bear

1. CRAZY FOR YOUの季節
本アルバム追加曲。
  - 当初「桜の季節」というタイトルにしようとしたが、制作当時同じレーベル所属であり、Base Ball Bearより早くメジャーデビューしていたフジファブリック[3]に先を越されて[要出典]しまったので、歌詞中にあった「CRAZY FOR YOU」という語句をタイトルに入れた。
2. ラビリンスへのタイミング
本アルバム追加曲。
3. 極彩色イマジネイション
4. サテライト・タウンにて
5. 彼氏彼女の関係
6. YUME is VISION
7. 夕方ジェネレーション
8. SAYONARA-NOSTALGIA